# Gigi Petyx
Gigi Petyx (Palermo, 9 luglio 1938 – Palermo, 28 giugno 2022) è stato un fotoreporter italiano.

## Biografia
Nato a Palermo, nel quartiere popolare del Capo, in via Della Rosa Alla Gioiamia, in una famiglia siciliana di origini nobili, Petyx cominciò giovanissimo a lavorare nel mondo della fotografia. A soli quattordici anni frequentava gli studi fotografici di Palermo, per poi approdare al laboratorio di Nicola Scafidi, collaboratore del quotidiano L'Ora. Fu qui che iniziò la sua carriera documentando eventi significativi della cronaca siciliana e italiana per numerose testate e agenzie di stampa.
Dagli anni '50, in piena guerra di mafia, fu soprannominato il "paparazzo rosso" per la sua costante presenza sui luoghi della cronaca e per la sua capigliatura fulva, riuscendo a catturare immagini uniche e senza precedenti. Gigi Petyx documentò tra l’altro:
- le lotte contadine e pacifiste di Danilo Dolci;
- i ritratti di personaggi come i boss mafiosi Tommaso Buscetta e Lucky Luciano;
- le vicende di personalità come Pier Paolo Pasolini, Louis Armstrong, Paul Anka, Luchino Visconti e Gian Maria Volonté.

Petyx ha immortalato momenti storici come la 'caccia' a Luciano Liggio. Sua è anche la famosa fotografia di Ninetta Bagarella, vedova del boss mafioso Totò Riina, ripresa in tribunale nel 1971.
Un aneddoto celebre riguarda un incontro con Lucky Luciano: quest’ultimo, temendo di essere stato fotografato, reagì scaraventando a terra la macchina fotografica di Petyx. Petyx cercò di spiegare di non aver scattato foto, ma Luciano, calmo, tirò fuori delle banconote dicendo in siciliano: "Accattatinni n'avutra" (Comprati un’altra macchina).

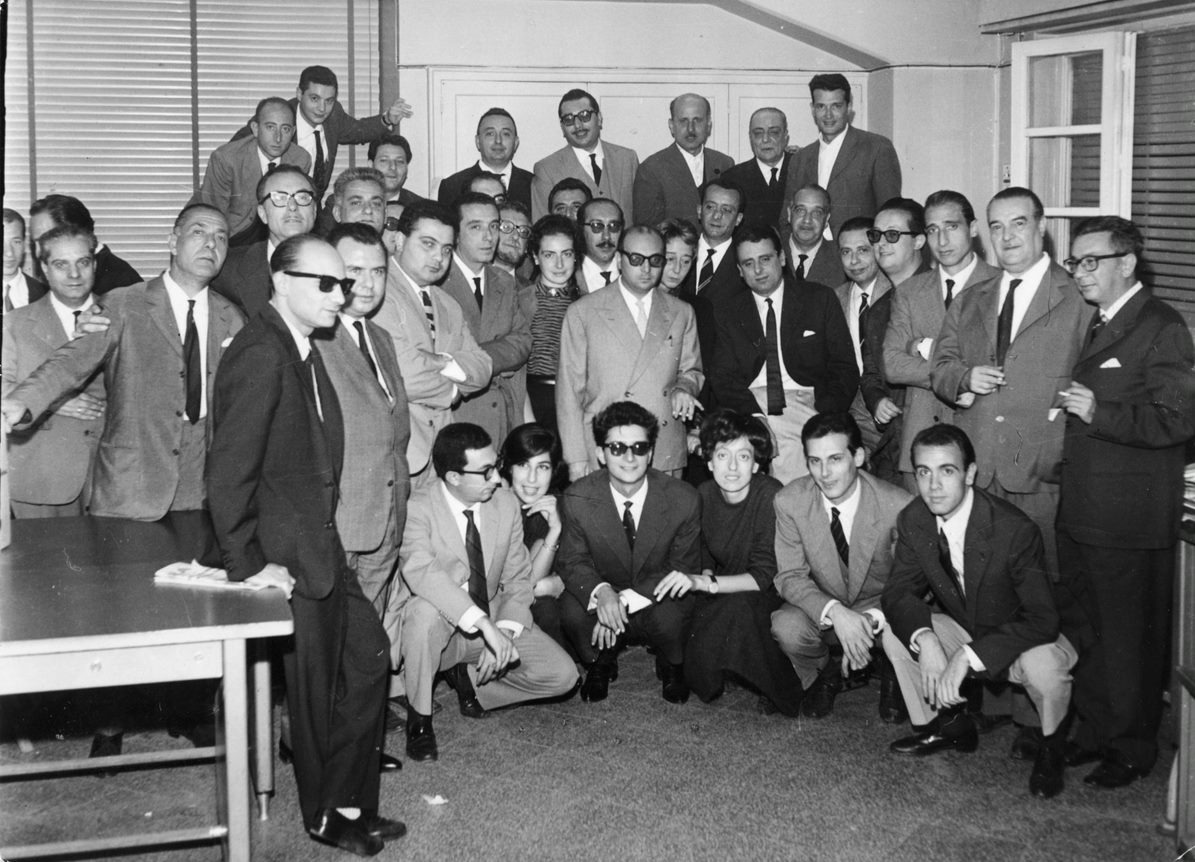
Redazione L'Ora. Gigi Petyx è il primo in basso a destra.

## Carriera
Con oltre 60 anni di carriera, Petyx seguì tutti i più importanti processi di mafia svolti in Sicilia, spesso al fianco dei cronisti Mario Francese, Cosimo Cristina e Giuseppe Fava. Tra i reportage più noti di Petyx ci sono:
- il terremoto del Belice;
- la tragedia di Montagna Longa nel 1972, dove immortalò le conseguenze dello schianto di un velivolo Alitalia con 115 vittime;
- le "case minime" di viale Regione Siciliana;
- le marce e i digiuni di Danilo Dolci;
- i grandi eventi culturali di Palermo come il Palermo Pop 70 e scene dal film Il Gattopardo.

In occasione dell'uscita del libro Palermo Petyx, nel 2014, curato da Laura Grimaldi e Claudia Mirto, edito da Flaccovio, il fotoreporter così si raccontò: "Iniziai a fare gavetta coi calzoni corti, prima in uno studio fotografico, occupandomi di matrimoni, battesimi e ritratti di famiglie in posa, poi approdai all'atelier di Giusto Scafidi, in via Ruggero Settimo, immortalando la vita quotidiana dei palermitani allo stadio, a teatro, alle feste private e a quelle di piazza. Attraverso quel laboratorio ebbi il primo contatto con i giornali. Inizialmente mi occupavo di servizi sportivi, poi un giorno il direttore mi propose un patto: se avessi indossato i pantaloni, avrebbe puntato su di me per reportage di cronaca nera e giudiziaria". 

## Premio "Sicilia Cronista" e motivazioni
Nel 2020, la giuria del premio "Sicilia Cronista", promossa dall’Unione Nazionale Cronisti Italiani e ideata dal giornalista Leone Zingales, ha deciso di assegnare a Petyx il premio alla carriera. La motivazione del premio sottolinea l’impegno di Petyx nella documentazione della cronaca siciliana e il suo stile unico, definendolo un "nobile fotoreporter della vecchia scuola". Il premio gli è stato consegnato personalmente nella sua abitazione a Palermo nella primavera del 2021.
La motivazione del premio recita: "Ha iniziato giovanissimo agli inizi degli anni ‘50 quando aveva ancora i calzoncini corti e già allora mostrava le sue capacità, il fiuto. Più avanti gli addetti ai lavori hanno cominciato a chiamarlo il 'paparazzo rosso'. Sempre in prima linea, mai banale nell’impostare gli scatti, il pubblicista Gigi Petyx si è occupato di tutto: dalla cronaca nera e giudiziaria allo spettacolo, dalla cronaca bianca alle inchieste di costume, attraversando oltre 60 anni di vita siciliana".

## Riconoscimenti
- Secondo posto nel 1966 con lo studio Scafidi a Mosca al concorso Interpress Photo Per la pace e l'amicizia.
- Nel 1983 a Milano, Premio speciale al concorso Fotografia dell'Agfa Gevaert con la foto La grande sete.
- Premio Sicilia '97 per la Fotografia assegnato dal Consiglio dell'Ordine dei Giornalisti di Sicilia.

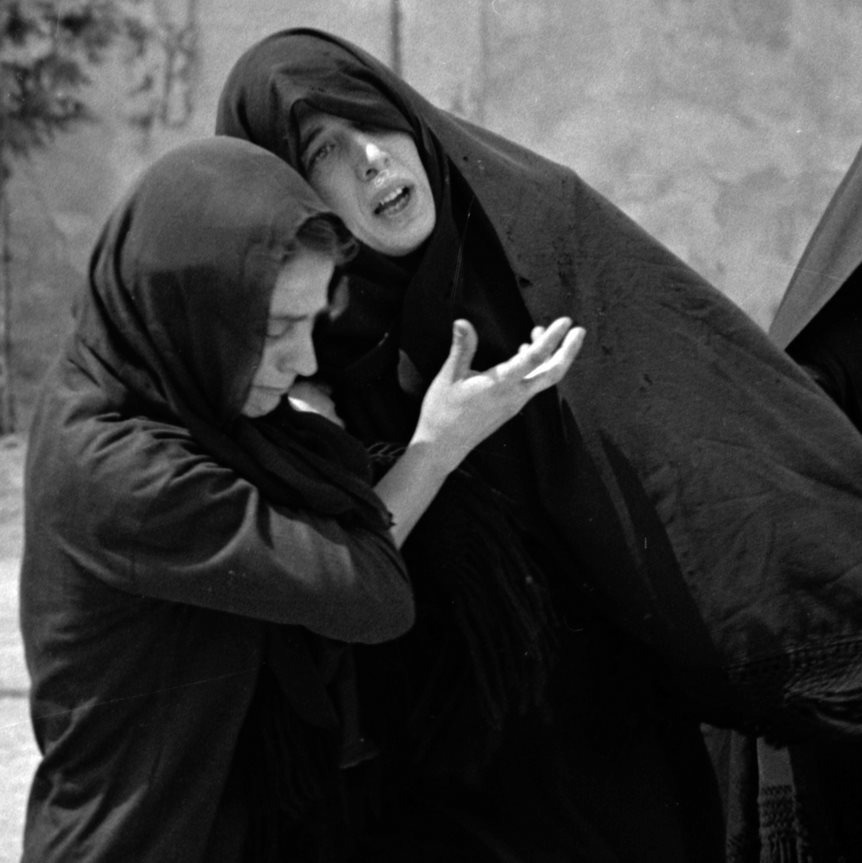
Funerale degli uomini del boss Michele Navarra, uccisi da Bernardo Provenzano. Dopo quella strage, Provenzano fu soprannominato "u tratturi". Foto di Gigi Petyx.

## Vita privata
Gigi Petyx si sposò a Palermo, il 30 settembre 1965, con Giovanna Marrone , dalla quale ebbe tre figli: Ivana, Igor e Tatiana.

## Eredità
Il figlio di Gigi, Igor Petyx, ha seguito le sue orme, diventando a sua volta un fotoreporter e pubblicista apprezzato per le sue inchieste giornalistiche. Igor continua a preservare e promuovere il lavoro e l'eredità professionale del padre.

## Stile e impatto
Il lavoro di Gigi Petyx è considerato una testimonianza visiva della storia siciliana attraverso l’obiettivo della sua fotocamera. La sua capacità di documentare eventi di cronaca, dall’ambito giudiziario a quello culturale, ha reso le sue immagini dei veri e propri documenti storici. È ricordato come esempio di rigore e passione per le giovani generazioni di fotoreporter.